# Скивјане
Скивјане (алб. Skivjan) је насељено место у општини Ђаковица, на Косову и Метохији. Према попису становништва из 2011. у насељу је живело 2.254 становника.

## Становништво
Према попису из 2011. године, Скивјане има следећи етнички састав становништва:
| Националност | 2011.          |
| Албанци      | 1.969 (87,36%) |
| Египћани     | 283 (12,56%)   |
| недоступно   | 2 (0,08%)      |
| Укупно       | 2.254          |

| Демографија | Демографија | Демографија |
| Година      | Становника  | Становника  |
| ----------- | ----------- | ----------- |
| 1948.       | 914         |             |
| 1953.       | 971         |             |
| 1961.       | 1.107       |             |
| 1971.       | 1.461       |             |
| 1981.       | 1.993       |             |
| 1991.       | 2.368       |             |
| 2011.       | 2.254       |             |